# Rio Pataxós
Rio Pataxós är ett periodiskt vattendrag i Brasilien.   Det ligger i delstaten Rio Grande do Norte, i den östra delen av landet, 1 700 km nordost om huvudstaden Brasília.
Omgivningarna runt Rio Pataxós är huvudsakligen savann. Runt Rio Pataxós är det ganska glesbefolkat, med 32 invånare per kvadratkilometer.